# ستيفانيا تيتراندرا
ستيفانيا تيتراندرا (بالإنجليزية: Stephania tetrandra)‏هو نبات عشبي معمر ينتمي إلى فصيلة Menispermaceae. ينمو من ساق قصير خشبي، و يتسلق إلى ارتفاع حوالي ثلاثة أمتار. الأوراق مرتبة بشكل حلزوني على الساق، و هي درعية، أي أن عنق أوراقه متصل بالقرب من مركزها.  يتم استخدام جذرها في الطب الصيني التقليدي .

## الموائل البيئية
تنتشر ستيفانيا تيتراندرا عادة في الأراضي الشجرية على أطراف القرى و الحقول المفتوحة و جوانب الطرق في جنوب وسط و شرق الصين، خاصة في مقاطعات التالية: آنهوي وفوجيان وقوانغدونغ و قوانغشي وهاينان و هوبي و هونان و جيانغشي و تشجيانغ و في التايوان أيضا.

## أصل الكلمة في الطب الصيني
ستيفانيا تتراندرا هي من بين 50 عشبة أساسية تستخدم في الطب الصيني التقليدي. في المعيارالرسمي للكتابة الصينية بالحروف اللاتينية أو ما يعرف إختصارا ب بينيين و وفقًا لدستور الأدوية العشبية لجمهورية الصين الشعبية هذا النبات يسمى ب: fen fang ji و لكنه معروف أكثر بإسم Han Fang ji

## الطب التقليدي
```
يُعرف 
جذر
  هذا النبات في الصين باسم "Fen Fang Ji". و يُستخدم بشكل شائع في الطب الصيني التقليدي لعلاج آلام المفاصل الناتجة عن 
الروماتيزم
 و مرض البري بري الرطب و 
عسر التبول 
 
و الأكزيما
  و القروح الملتهبة. وعلى الرغم من نشر تقارير واعدة حول المكونات والأنشطة الكيميائية المختلفة لـلنبات. إلا أنه لا توجد مراجعة تلخص بشكل شامل استخداماتها التقليدية و الكيمياء النباتية و موافقة علم الأدوية وعلم السموم. 
[
3
]
```

## المكونات الكيميائية
تحتوي ستيفانيا على التتراندرين، وهو مرخي قوي للعضلات . و قلويدات النبات لها عمل يشبه المركب الطبيعي للكورار الذي يستطيع بشكل انتقائي منع التفاعلات المناعية المعتمدة على الخلايا التائية. إضافة إلى ذلك، يحتوي الجذر على العديد من قلويدات الإيزوكينولين: التتراندرين (0.6-). 0.9٪، فانجشينولين (0.5٪)، سيلانولين (0.1٪) و يوديد ثنائي ميثيل تتراندرين .كما يحتوي الجذر أيضًا على مركبات الفلافانويد والقلويدات النشطة الرئيسية التالية: تتراندرين (12 إلى 23 جرام / كجم) و فانغشينولين (0.3-3). يحتوي أيضًا على المركبات : ثنائي ميثيل تيترادين يوديد، سيلانولين، مينيسين، مينيسيدين، أوكسوفانغشيرين، ستيفولين، ستيفوليدين وبيسبنزيليسوكوينولين.

## الأعشاب البديلة
في بعض الأحيان يتم استبدالها ببعض النباتات الأخرى المسماة فانغ جي (الصينية: 谕狠记)، و التي تستخدم عادة كعلاج لدغات الأفاعي، ومن أبرزها غوانغ فانغ جي (الصينية: 广方记؛ بينيين: guƎng fáng jī)، وAristolochia fanchi،التي تحتوي على أحماض أرسطوشية، وهي تعتبر مادة مسرطنة خطيرة و سم كلوي حاد. الأعشاب الأخرى المستخدمة أحيانًا تشمل: Cocculus trilobus، C. orbiculatus، Aristolochia fangchi، وSinomenium acutum.

## الأبحاث العلمية
اكتسب استخدام الأدوية العشبية شعبية في جميع أنحاء العالم بسبب تاريخها الطويل من الاستخدام التقليدي و فعاليتها و تكلفتها المنخفضة و سهولة الوصول إليها، وانخفاض معدلات حدوث الآثار السلبية (Mullaicharam 2011). و مع ذلك، فقد جذبت عبارة "اعتلال الكلية الناجم عن الأعشاب الصينية" الانتباه مؤخرًا لأن حمض الأريستولوشيك الموجود في عدد من الطب الصيني التقليدي يمكن أن يسبب اعتلال الكلية. ( Okada( 1999هو كتاب قديم للطب الصيني التقليدي من عهد أسرة تانغ ذكر أن "Fang Ji" كان "ساما قليلاً". و على الرغم من أن كتب الطب الصيني التقليدي القديمة الأخرى صنفت النبات على أنه غير سام، إلا أنه غير مناسب للاستخدام طويل الأمد بجرعات كبيرة. في الواقع، هناك تقارير منشورة تفيد بأن ستيفانيا تيتراندرا له تأثيرات سامة على الكلى والكبد (Liang et al. 2010). لم يتم تحديد ما إذا كانت السمية ناتجة عن الأحماض الأريستولوخية أو المكونات الأخرى الموجودة في النبات.

## التدابير المتخذة
كما ذكر سابقا، عندما يتم استبدال أريستولوشيا فانجي بـ ستيفانيا تيتراندرا، يمكن أن تحتوي مستحضرات جوانج فانغ جي الناتجة على كميات سامة من حمض أريستولوشيك مما قد يؤدي إلى الفشل الكلوي و حتى الموت؛ لذلك لا يُستخدم أريستولوشيا في الطب الصيني التقليدي إلا بحذر شديد. في مايو 2000، بدأت إدارة الغذاء والدواء في احتجاز أي نباتات أو أدوية يشتبه في احتوائها على حمض أريستولوشيك. الطريقة التقليدية لابتلاع جوانج فانغ جي هي عن طريق مغلي الماء. نظرًا لأن الحمض المذكور منخفض الذوبان في الماء، يُعتقد أن مغلي الماء هو طريق أكثر أمانًا من تناول جوانج فانغ جي كمسحوق غير مطبوخ.